# Vlasta Kálalová
Vlasta Kálalová Di Lotti (26 octobre 1896-15 février 1971) est une médecin tchécoslovaque spécialisée dans les maladies tropicales et l'entomologie.

## Jeunesse et formation
Vlasta Kálalová naît le 26 octobre 1896 à Bernartice (district de Pisek), son père est professeur. À l'âge de dix-sept ans, elle parle déjà anglais, français, russe, italien, espagnol, allemand et turc.
Elle étudie simultanément la médecine (spécialisée en chirurgie), l'arabe et le persan à l'Université Charles de Prague. Elle obtient son diplôme avec félicitations en 1922, l'une des rares femmes chirurgiennes à l'époque.

## Carrière

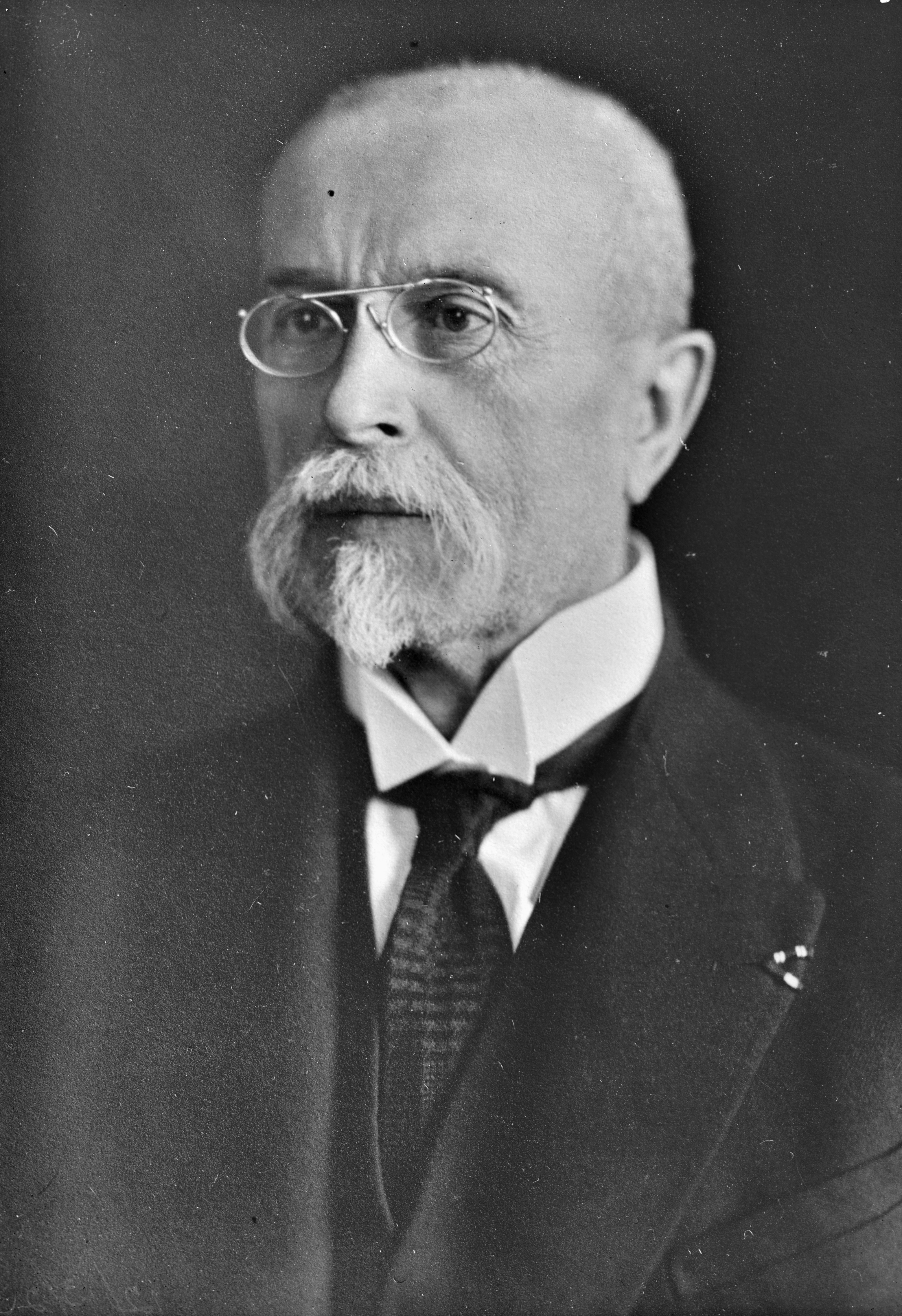
Tomáš Garrigue Masaryk

La vie de Kálalová bascule après avoir assisté à une conférence sur la parasitologie exotique du professeur Jaroslav Hlava qui mentionne la nécessité de créer un lieu de travail spécial pour la recherche sur les maladies tropicales à Damas ou à Bagdad. Pendant deux ans, elle acquiert une expérience médicale pratique à Prague, Louny et Brno. Elle effectue plusieurs demandes de prêt infructueuses. Puis, la fille du président, Alice Masaryková, fondatrice de la Croix-Rouge tchèque, organise une rencontre avec Tomáš Masaryk qui lui prête progressivement un quart de million de couronnes, qu'elle remboursera en trois ans.

### Chirurgienne en Irak
En 1925, elle déménage à Bagdad en Irak, achète un bâtiment dans le centre appelé Burazanlia (la Maison des trompettistes) et fonde l'Institut de chirurgie tchécoslovaque, Mustausaf Czechoslovak, où elle est directrice et chirurgienne. Très respectée, sa réputation atteint Faiçal Ier et elle traite même certains membres de la famille royale irakienne. On la surnomme l'« Albert Schweitzer en jupon ». En tant que femme, elle peut soigner des patientes musulmanes qui n'avaient pas le droit d'être examinées par un médecin homme.
En Irak, elle collectionne divers types d'insectes locaux qu'elle préserve et envoie au Musée national de Prague. Au cours de ces années, elle enrichit le musée de 500 000 spécimens ; certains d'entre eux découverts pour la première fois et qui portent son nom.
Kálalová épouse le fonctionnaire italien Giorgio Di Lotti. Le couple a deux enfants : Radbor en 1928 et Drahomila Lydie en 1931. Cependant, elle est toujours passionnée par le travail ; elle ne prend pas de congé maternité et continue à travailler à l'hôpital. Plus tard, elle tombe malade de la dengue qui la cloue au lit pendant des mois.

### Retour en Tchécoslovaquie
En 1932, elle retourne dans son pays natal. Après quatre ans, complètement rétablie, elle ouvre une consultation chirurgicale à Bernartice près de Milevsko.
Mais le 8 mai 1945, toute sa famille est abattue lorsqu'un convoi de troupes SS allemandes traverse Bernartice, au moment même où les tchèques sont libérés. Atteinte de deux balles, elle survit contre toute attente. Elle travaille à temps partiel à la clinique chirurgicale de la place Charles à Prague. Elle voyage aux États-Unis et en Europe, se consacrant aux jeunes touchés par la guerre et donnant des conférences. En 1947, elle assiste à la conférence internationale des femmes aux États-Unis, présidée par Eleanor Roosevelt. Là, elle se lie d'amitié avec l'auteur norvégien Ingeborg Refling Hagen, entre autres. Sous le régime communiste, elle s'élève publiquement contre la condamnation à mort de Milada Horáková, exécutée pour complot et trahison en 1950.
Outre ses compétences médicales, Kálalová est douée pour les langues. Elle parle couramment quatorze langues étrangères: anglais, français, allemand, russe, italien, espagnol, turc, arabe, persan, norvégien, islandais, grec moderne, tadjik et géorgien. Elle travaille également comme traductrice.
Dans sa vieillesse, elle retourna dans son Bernartice natal. Elle offre un espace inutilisé de sa maison à une crèche et enseigne aux enfants locaux des langues étrangères. Elle meurt à Písek, le 15 février 1971.

## Reconnaissance
En 1992, Kálalová reçoit l'ordre de Tomáš Masaryk à titre posthume.
L'astéroïde (66934) Kálalová, découvert par Jana Tichá et Miloš Tichý à l'observatoire de Kleť en 1999, est nommé Kálalová en sa mémoire.